# Bathyphantes reticularis
Bathyphantes reticularis là một loài nhện trong họ Linyphiidae.
Loài này thuộc chi Bathyphantes. Bathyphantes reticularis được Lodovico di Caporiacco miêu tả năm 1935.